# Nicola I di Alessandria
Papa Nicola I (XII secolo – 1243), è stato papa e patriarca greco-ortodosso di Alessandria e di tutta l'Africa tra il 1210 e il 1243.
Nonostante lo scisma d'Oriente tra Roma e Costantinopoli, era ancora in contatto con papa Innocenzo III che gli scrisse nel 1210 per felicitarsi della fedeltà alla sua sede e lo invitò a partecipare al Concilio Lateranense nel 1215.   Nicola delegò a parteciparvi al suo posto un diacono suo parente. In seguito all'assedio di Damietta da parte dei Crociati, i cristiani locali subirono ritorsioni dagli arabi.  Nicola scrisse a papa Onorio III per raccontargli le vessazioni subite dai cristiani egiziani ma attese invano un suo aiuto.   Morì in miseria.